# غايتان لابورد
غايتان لابورد (بالفرنسية: Gaëtan Laborde)‏ هو لاعب كرة قدم فرنسي في مركز الهجوم، ولد في 3 مايو 1994 في مون دو مارسان في فرنسا. شارك مع منتخب فرنسا تحت 17 سنة لكرة القدم ومنتخب فرنسا تحت 18 سنة لكرة القدم ومنتخب فرنسا تحت 19 سنة لكرة القدم ومنتخب فرنسا تحت 20 سنة لكرة القدم. أما مع النوادي، فقد لعب مع جيروندان بوردو ونادي النجم الأحمر ونادي بريست ونادي كليرمونت 63.

## وصلات خارجية
- غايتان لابورد على موقع قاعدة بيانات كرة القدم.إي يو (الإنجليزية)
- غايتان لابورد على موقع ليكيب (الفرنسية)
- غايتان لابورد على موقع Soccerbase.com (لاعب) (الإنجليزية)
- غايتان لابورد على موقع Soccerway.com (الإنجليزية)
- غايتان لابورد على موقع AS.com (الإسبانية)